# Hana Hložková
Hana Hložková (* 29. října 1978 Brno) je česká teatroložka a dramaturgyně. V letech 2004–2010 byla dramaturgyní ve Slováckém divadle v Uherském Hradišti, od roku 2009 pracovala deset let v Českém rozhlasu Brno jako dramaturgyně rozhlasových her, poté se stala dramaturgyní Činohry Národního divadla Brno.

## Život a dílo
Po absolvování Vyšší odborné školy a Střední odborné školy informačních a knihovnických služeb v Brně vystudovala divadelní vědu na Filozofické fakultě Masarykovy univerzity v Brně. Během studia se v roce 2002 zúčastnila stipendijního pobytu na Porúrské univerzitě v německé Bochumi. V letech 1999 až 2001 byla členkou amatérského divadla TheAtrum Cmundi.
Od roku 2002 pracovala jako archivářka v brněnském Divadle Husa na provázku. V témže divadle asistovala režisérovi Vladimíru Morávkovi na projektu Sto roků kobry, ve kterém byly uvedeny dramatizace románů F. M. Dostojevského (Raskolnikov – jeho zločin a jeho trest, Kníže Myškin je idiot, Běsi – Stavrogin je ďábel, Bratři Karamazovi – Vzkříšení), a Janu Antonínovi Pitínskému na inscenaci Hvězdy nad Baltimore - Smrt a smích Vlasty Buriana.
V letech 2004 až 2010 byla dramaturgyní ve Slováckém divadle v Uherském Hradišti, kde se jí kromě klasického repertoáru, pohádek a muzikálů dařilo pravidelně uvádět současnou českou dramatiku (Křídlo, Mein Faust, Little Sister, Vycucnutí, Léto v Laponsku, Villon F. aj.).
V roce 2009 nastoupila do tehdejší literárně dramatické redakce Českého rozhlasu Brno jako dramaturgyně rozhlasových her. Pod útvarem Tvůrčí skupiny Drama a literatura připravovala pořady zejména pro stanice ČRo Vltava a ČRo Dvojka. Pozornost věnovala uvádění původní české dramatické tvorby (Lenka Lagronová, Iva Klestilová, Olga Walló, Vendula Borůvková, Marek Horoščák, Tomáš Syrovátka, Roman Sikora, Pavel Drábek, Vladislav Kracík aj.) a prezentaci současných evropských autorů (Elfriede Jelinek, Mark Ravenhill, Sibylle Berg, Händl Klaus, Petter S. Rosenlund, Andrzej Stasiuk aj.). V rámci již zaniklého cyklu Hry nové generace se zaměřovala na autorské debuty (Tereza Semotamová, Radmila Adamová, Hana Roguljič, Kateřina Malečová Suková, Petr Maška, Marek Godovič, Tomislav Čečka aj.), přispívala do projektů minutových her a Kabaretů v éteru.
Po desetiletém působení v Českém rozhlase Brno pracuje jako dramaturgyně v Národním divadle v Brně.  Působí také v Ensemble Opera Diversa, podílela se například na dramaturgii cyklu Grobiáni nebo cyklu Městská strašidla.
Publikovala v Týdeníku Rozhlas, příležitostně v Theatraliích, Divadelní revue či Divadelních novinách.Od roku 2023 pracuje jako redaktorka pro časopis Masarykovy univerzity MUNI.